# Diego Carpenedo
Diego Carpenedo (Paluzza, 15 giugno 1935) è un politico italiano.

## Biografia
Ha fatto parte del Senato della Repubblica nella XI e XII legislatura della Repubblica Italiana: nel 1992 viene eletto nella Democrazia Cristiana, mentre nel 1994 conferma il seggio con il Patto per l'Italia, aderendo poi al gruppo del Partito Popolare Italiano.
Ricandidato per L'Ulivo alle elezioni politiche del 1996 nel collegio senatoriale di Codroipo, ottiene il 32,4% dei voti e non viene rieletto.